# Ifis (hija de Ligdo)
Ifis era hija de Ligdo y Teletusa, dos cretenses de Festo; ambos de origen humilde. Teletusa estaba encinta y, ante la dificultad económica que se encontraban, Ligdo pidió a Teletusa que en el caso de que el hijo que esperaban fuera una niña, ésta debía morir. En la noche del parto se presentó ante Teletusa la diosa Isis que le dijo que fuera el sexo que fuera el bebé lo criara y ella la ayudaría. Nació el bebé que resultó ser una niña y Teletusa decidió criarla como si fuera una varón a escondidas de su marido. Sólo ella y la nodriza sabían del engaño. Le puso el nombre de Ifis, que tanto es de hombre como de mujer. 
Al cabo de los años, cuando la niña era ya una adolescente, la comprometieron con Yante, hija de Telestes del Dicte; ambas tenían la misma edad y ambas se enamoraron. Teletusa, la madre de Ifis, intentaba ganar tiempo para alargar la fecha de las nupcias y así evitar que el engaño fuera descubierto. Ya sin poder aplazar más la boda, la noche antes del casamiento imploró ayuda a Isis para que ayudara a su hija. Fueron juntas al templo a reclamar la ayuda y al salir Ifis tenía ya cuerpo de hombre y al día siguiente tomó felizmente a Yante como su esposa.